# Challenger de San Diego 2025
El torneo San Diego Open 2025 fue un torneo de tenis perteneció al ATP Challenger Tour 2025 en la categoría Challenger 100. Se trató de la 1ª edición; el torneo tuvo lugar en la ciudad de San Diego (Estados Unidos), desde el 24 de febrero hasta el 2 de marzo de 2025 sobre pista dura al aire libre.

## Jugadores participantes del cuadro de individuales
| Preclasificado | País                      | Jugador            | Rank1 | Posición en el torneo |
| 1              | Bandera de Francia        | Arthur Cazaux      | 100   | Cuartos de final      |
| 2              | Bandera de Estados Unidos | Tristan Boyer      | 109   | Primera ronda         |
| 3              | Bandera de Alemania       | Dominik Koepfer    | 113   | Baja                  |
| 4              | Bandera de Estados Unidos | Mackenzie McDonald | 115   | FINAL                 |
| 5              | Bandera de Polonia        | Kamil Majchrzak    | 116   | Semifinales           |
| 6              | Bandera de Japón          | Taro Daniel        | 117   | Cuartos de final      |
| 7              | Bandera de Estados Unidos | Mitchell Krueger   | 140   | Segunda ronda         |
| 8              | Bandera de Estados Unidos | Ethan Quinn        | 144   | Semifinales           |

- 1 Se ha tomado en cuenta el ranking del 17 de febrero de 2025.

### Otros participantes
Los siguientes jugadores recibieron una invitación (wild card), por lo tanto ingresan directamente al cuadro principal (WC):
- Tristan Boyer
- Jenson Brooksby
- Trevor Svajda

Los siguientes jugadores ingresan al cuadro principal tras disputar el cuadro clasificatorio (Q):
- Blaise Bicknell
- Alex Hernández
- Andres Martin
- Rohan Murali
- Alfredo Perez
- Alex Rybakov

## Campeones

### Individual Masculino
- Eliot Spizzirri derrotó en la final a  Mackenzie McDonald por 6–4, 2–6, 6–4

### Dobles Masculino
- Eliot Spizzirri /  Tyler Zink derotaron en la final a  Juan José Bianchi /  Noah Zamora por 6–7(3), 7–6(4), [10–8]